# David Villa
David Villa Sánchez (* 3. Dezember 1981 in Langreo) ist ein ehemaliger spanischer Fußballspieler. Der Stürmer ist mit 59 Treffern Rekordtorschütze der spanischen Nationalmannschaft und hat in seiner Karriere alle bedeutenden nationalen und internationalen Titel gewonnen. So wurde er mit der Nationalelf 2010 Weltmeister und 2008 Europameister. Auf Vereinsebene gewann er mit dem FC Barcelona die Champions League und die Klub-Weltmeisterschaft. Außerdem gewann er in seiner Karriere dreimal die Spanische Meisterschaft und dreimal die Copa del Rey. In Spanien wird Villa in Anlehnung an seinen Namen oft „Maravilla“ (deutsch „Wunder“) genannt. Zuletzt spielte er beim japanischen Erstligisten Vissel Kōbe.
Villa ist Mitglied einer Investorengruppe, die das USL-Franchise Queensboro SC gründete, das ab der Saison 2023 den Spielbetrieb aufnehmen soll.

## Karriere

### Jugend
In seiner Kindheit spielte Villa oft mit Kindern, die älter und größer waren als er. Im Alter von neun Jahren brach er sich bei einem Spiel nach einer Attacke eines größeren Gegenspielers den Oberschenkelknochen. Er wurde ins 20 Kilometer entfernte Krankenhaus Valle del Nalon gebracht, wo der behandelnde Arzt Dionisio Cuetos anfangs gar an eine Amputation dachte. Letztlich konnte Villa nach einer dreistündigen Operation und einem anderthalbmonatigen Aufenthalt im Krankenhaus nach Hause zurückkehren. Diese Verletzung hätte seine Profikarriere verhindern können, jedoch konnte er bereits nach drei Monaten wieder Fußball spielen.
Schon als Kind bewunderte Villa den spanischen Fußballer Luis Enrique. Ihm zu Ehren trug er eine Zeit lang die Nummer 21 im spanischen Nationalteam. Im späteren Verlauf seiner Nationalmannschaftskarriere hatte er die Rückennummer 7. In seinem Verein Atletico Madrid lief er mit der Nummer 9 am Rücken auf.

### Beginn der Karriere

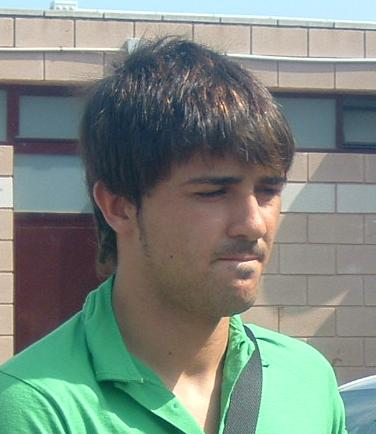
Villa im August 2005

Seine fußballerische Laufbahn begann Villa 1991 bei UP Langreo. 1999 unterschrieb er seinen ersten Profivertrag bei Sporting Gijón und spielte zuerst in der zweiten Mannschaft des Vereins; ab 2000 wurde er jedoch in die 1. Mannschaft geholt. Villa bezeichnet sich als großen Verehrer von Juanele und Luis Enrique, zwei Stürmern aus seiner asturischen Heimat, und von Sporting Gijón, eben des Vereins, in dem er selbst das Fußballspielen erlernte.
2003 wechselte er in die Primera División zu Real Saragossa, wo er am 31. August 2003 sein Einstands-Match gegen Deportivo La Coruña mit 0:1 verlor. In seiner ersten Saison 2003/04 traf er für Saragossa in 38 Spielen 16-mal. Er gewann mit seiner Mannschaft das Pokalfinale 2004 gegen Real Madrid, wobei er selbst als Torschütze erfolgreich war.

### FC Valencia
2005 wechselte Villa für zwölf Millionen Euro zum FC Valencia und war mit 24 Treffern in der Saison 2004/2005 zweitbester Torschütze der Liga (hinter Samuel Eto’o mit 25 Treffern).
Er nahm mit Valencia am UI-Cup 2005 teil, wo er in seinem zweiten Spiel für Valencia gegen AA Gent das 1:0 beisteuerte. Villa verlängerte im März 2006 seinen Vertrag bis 2013. Sein Beliebtheitsgrad bei den Fans des Valencia CF stieg mit seinem Erfolg immer weiter an. Bei Heimspielen waren häufig „Villa Maravilla“-Rufe („Villa, das Wunder“) zu hören.
Im Winter 2006 wurden Transfergerüchte laut. Angeblich sollte der englische Premier-League-Klub FC Chelsea Interesse an dem spanischen Stürmer gezeigt haben. Von offizieller Seite wurden jedoch keine Transfergespräche durchgeführt. Villa selbst äußerte sich negativ gegenüber einem Wechsel nach England. Im August 2008 lehnte der FC Valencia ein Angebot Real Madrids von 47 Millionen Euro ab. Vereinspräsident Vicente Soriano versprach den Fans, dass der Club trotz aller finanziellen Probleme seine besten Spieler nicht verkaufen werde. Am 27. August 2008 wurde Villas Jahresgehalt auf drei Millionen Euro erhöht. Dafür unterschrieb Villa einen neuen Vertrag bis 2014. Die Ablehnung der genannten Millionen-Offerten verdeutlichten die Verbundenheit Villas mit seinem Verein.

### FC Barcelona

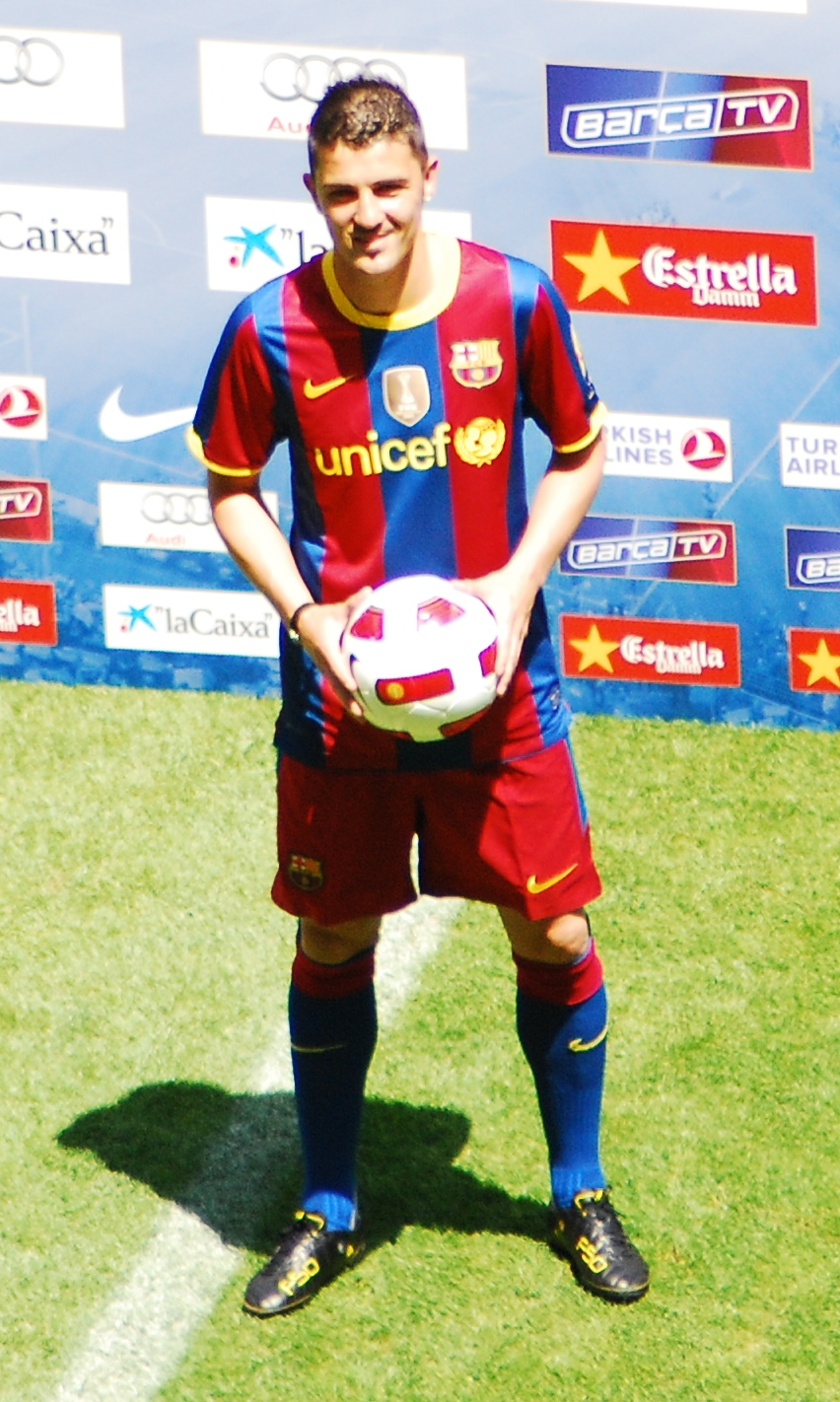
David Villa bei seiner Vorstellung (2010)

Am 19. Mai 2010 bestätigte Valencia Villas Wechsel zum FC Barcelona für eine Ablösesumme von 40 Millionen Euro. Der Angreifer unterzeichnete bei den Katalanen einen Vierjahresvertrag mit Option auf ein weiteres Jahr. Sein erstes Pflichtspiel für Barcelona absolvierte er am 21. August 2010 im Rückspiel des Supercopa de España 2010. Er blieb zwar ohne Torerfolg, konnte aber doch seinen ersten Titelgewinn mit dem FCB feiern. Bei seinem Liga-Einstand für den FC Barcelona erzielte er beim Auswärtsspiel gegen Racing Santander den Treffer zum 3:0-Endstand. Am Ende der Saison gewann er mit Barça die spanische Meisterschaft und die Champions League. Dabei erzielte er im Finale gegen Manchester United das Tor zum 3:1-Endstand.
Während eines Spiels der FIFA-Klub-Weltmeisterschaft gegen den katarischen Club Al-Sadd am 14. Dezember 2011 brach sich Villa das linke Schienbein. Nach einer fast achtmonatigen Verletzungspause gab er am 19. August 2012 beim Saisonauftakt gegen Real Sociedad sein Comeback. Nur 10 Minuten nach seiner Einwechslung traf er zum 5:1-Endstand.

### Atlético Madrid

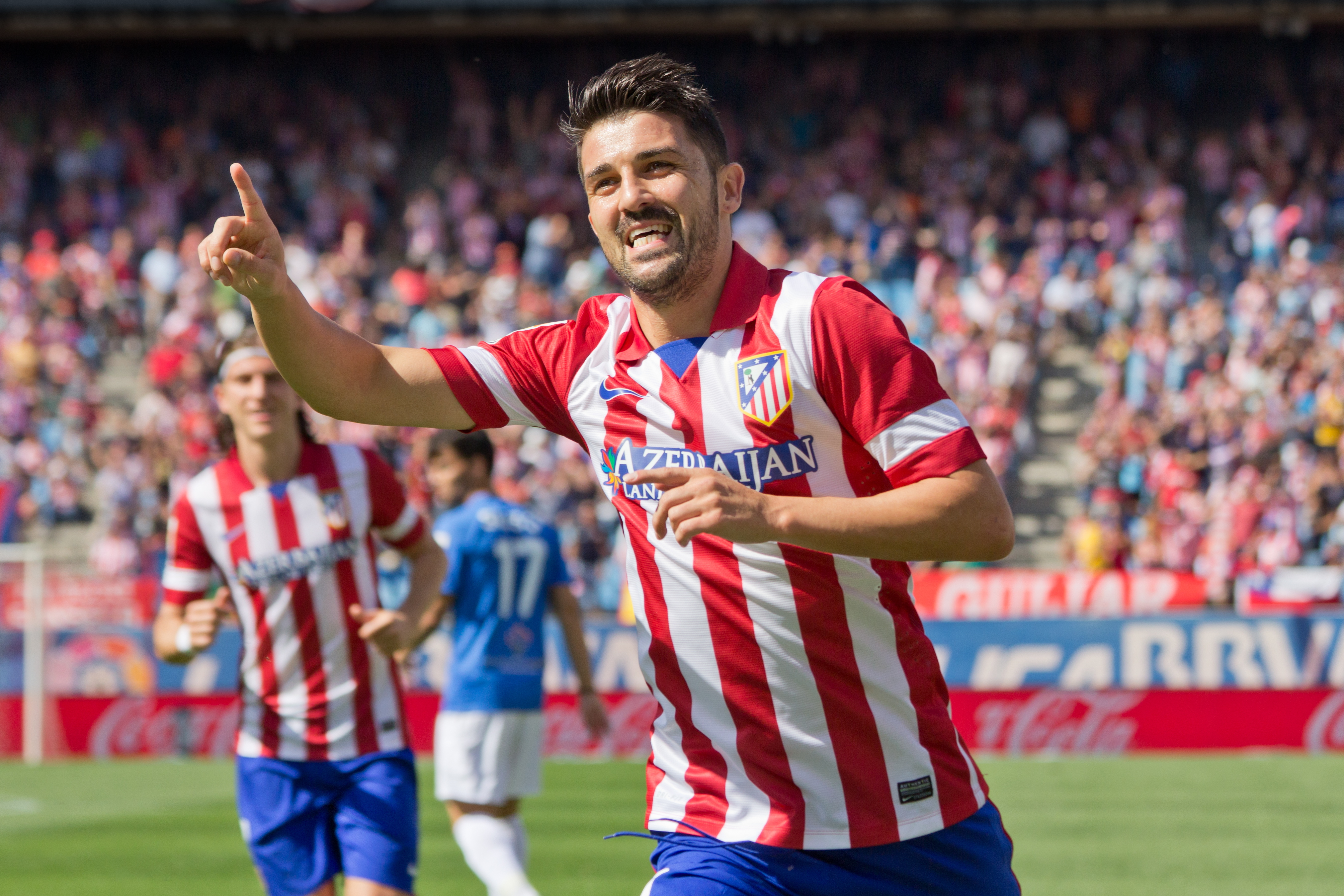
David Villa im Trikot von Atlético Madrid (2013)

Zur Saison 2013/14 wechselte Villa für 2,1 Millionen Euro zu Atlético Madrid. Dabei behielt der FC Barcelona die Hälfte der Transferrechte. Die Ablösesumme hätte sich um weitere zwei bzw. drei Millionen Euro erhöht, falls Villa auch in den folgenden zwei Spielzeiten noch für Atlético Madrid gespielt hätte. Bei seinem ersten Pflichtspiel für Atlético Madrid, der Supercopa de España, erzielte Villa gegen seinen früheren Klub Barcelona sein erstes Pflichtspieltor für den neuen Verein.

### Karriereausklang

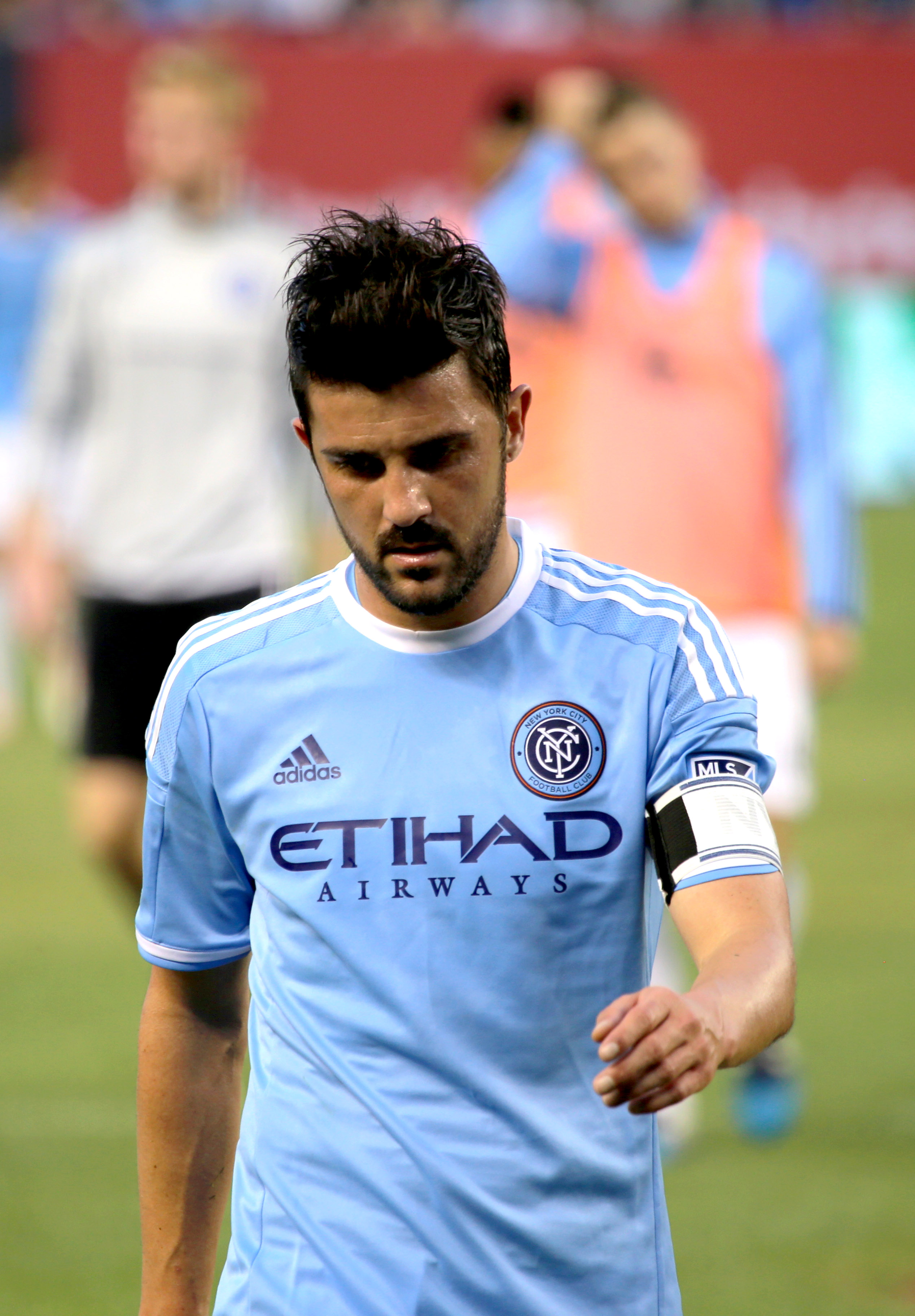
David Villa im Trikot von New York City FC (2015)

Im Sommer 2014 wurde Villa vom neu gegründeten MLS-Franchise New York City zur Saison 2015 für drei Spielzeiten verpflichtet. Vorher sollte er noch bis zum Jahresende auf Leihbasis in der australischen A-League für den ebenfalls zur City Football Group gehörenden Klub Melbourne City in geplanten 10 Spielen auflaufen. Bereits im Oktober 2014 wurde er jedoch nach vier Partien von New York City zurückgeholt.
Am 29. April 2018 erzielte Villa zwei Tore bei einem 3: 1-Sieg gegen Dallas. Es waren das 400. und 401. Tor für seine Clubs und die spanische Nationalmannschaft. Somit ist Villa einer der wenigen Spieler der Neuzeit, der in seiner Karriere mehr als 400 Tore schoss.
Das Franchise gab am 28. November 2018 bekannt, dass Villa seinen bis zum 31. Dezember 2018 gültigen Vertrag nicht verlängern würde.
Zur Saison 2019 wechselte Villa zum japanischen Erstligisten Vissel Kōbe. Neben Lukas Podolski und Andrés Iniesta wurde er zum dritten Weltmeister in der Mannschaft. Am 1. Januar 2020 gewann er nach seiner Einwechslung kurz vor Spielende mit Kōbe nach einem Sieg über die Kashima Antlers im Kaiserpokal 2019 seinen ersten Titel mit dem Klub. Im Anschluss beendete der Spanier seine aktive Karriere.

### Nationalmannschaft
Sein Debüt in der spanischen Nationalmannschaft feierte David Villa am 9. Februar 2005 gegen San Marino (Endstand: 5:0). Sein erstes Tor für die Nationalelf schoss er am 16. November 2005 im WM-Play-off-Spiel gegen die Slowakei und besiegelte damit die Qualifikation Spaniens für die WM-Endrunde 2006 in Deutschland.
Villa wurde von Trainer Luis Aragonés für den spanischen WM-Kader nominiert und spielte gleich im ersten Spiel gegen die Ukraine, das Spanien mit 4:0 gewann, von Beginn an. Schon in der 17. Minute stellte er sein Können unter Beweis und zirkelte einen Freistoß ins ukrainische Tor, ein zweites Tor zum 3:0 für Spanien schoss er durch einen umstrittenen Elfmeter. Im zweiten Gruppenspiel Spaniens gegen Tunesien (3:1) konnte Villa nicht viele Akzente setzen und wurde in der 57. Minute für Joaquín ausgewechselt. Auch im dritten Gruppenspiel Spaniens gegen Saudi-Arabien kam Villa zum Einsatz; er wurde nach der Halbzeitpause für Raúl eingewechselt. Im Achtelfinale konnte David Villa Spanien durch einen Elfmeter mit 1:0 in Führung bringen, er wurde jedoch in der 2. Halbzeit ausgewechselt und Spanien scheiterte letztendlich mit 1:3 an Frankreich, dem späteren WM-Finalisten.
Bei der EM 2008 in Österreich und der Schweiz erzielte Villa (mit der Rückennummer 7) beim Auftaktmatch der Gruppe D gegen Russland drei Tore und gewann mit seiner Mannschaft 4:1. Beim zweiten Spiel gegen Schweden erzielte er in der Nachspielzeit den entscheidenden Treffer zum 2:1-Sieg. Im Spiel gegen Griechenland setzte Luis Aragonés nur die B-Elf ein, weshalb Villa nicht spielte. Das Viertelfinale gewannen die Spanier gegen Italien im Elfmeterschießen mit 4:2, wobei auch Villa traf. Im Halbfinale gegen Russland musste er in der ersten Halbzeit verletzt ausgewechselt werden. Mit insgesamt vier Treffern wurde er auch Torschützenkönig bei der EM 2008. Im Finalspiel, das Spanien gegen Deutschland durch ein Tor von Fernando Torres mit 1:0 gewann, kam David Villa verletzungsbedingt nicht zum Einsatz.

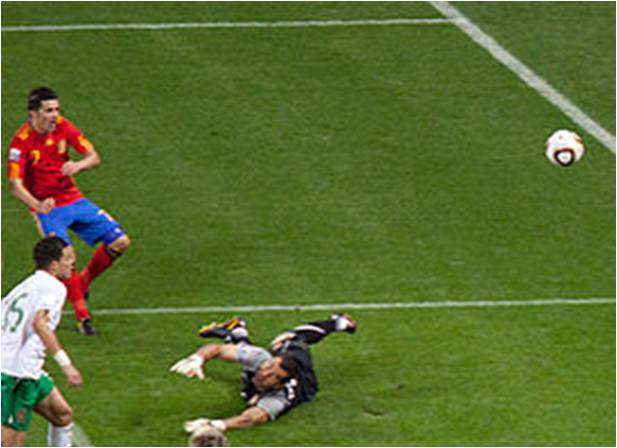
David Villa erzielt das 1:0 im Achtelfinale gegen Portugal

Im Konföderationen-Pokal 2009 verschoss Villa gegen Südafrika einen Elfmeter, machte dies aber mit einem Tor, das eine Minute später fiel, wieder wett. Danach wurde Villa ausgewechselt. Spanien gewann schlussendlich 2:0. Spanien wurde nach dem Ausscheiden gegen die USA im Halbfinale und dem Sieg gegen Südafrika im „kleinen Finale“ Dritter des Turniers.
Bei der WM 2010 schoss Villa in sieben Spielen fünf Tore für Spanien. Seine ersten Tore schoss er in der 17. Minute und in der 51. Minute beim 2:0-Sieg gegen Honduras. In den nachfolgenden Spielen gegen Chile, Portugal und Paraguay erzielte er jeweils das 1:0 für seine Mannschaft. In den letzten zwei Spielen des Turniers blieb er zwar ohne Torerfolg, jedoch gewann sein Team jeweils mit 1:0 durch die Tore von Andrés Iniesta im Finale gegen die Niederlande und Carles Puyol im Halbfinale gegen Deutschland. Dadurch wurde Spanien erstmals Fußball-Weltmeister. Nach dem Turnier wurde Villa mit dem Silbernen Schuh als zweitbester Torschütze und dem Bronzenen Ball als drittbester Spieler ausgezeichnet.
Seit dem 25. März 2011 ist Villa Rekordtorschütze Spaniens, als er beide Tore gegen Tschechien erzielte. Damit löste er Raúl ab. Am 11. Oktober 2011 schoss er im EM-Qualifikationsspiel gegen Schottland sein 50. Länderspieltor.
Wegen seiner im Dezember erlittenen Verletzung nahm Villa nicht an der Fußball-Europameisterschaft 2012 teil. Am 7. September 2012 kam er beim Testspiel gegen Saudi-Arabien erstmals nach seiner Verletzung wieder zum Einsatz und erzielte in der 62. Minute per Elfmeter das Tor zum 4:0 beim 5:0-Sieg.
Bei der WM 2014 in Brasilien stand Villa im Kader der spanischen Nationalmannschaft. Am 23. Juni 2014 wurde er im Spiel gegen Australien in der Arena da Baixada in Curitiba zum Man of the Match gewählt.
Nach der Weltmeisterschaft 2014 endete Villas Nationalmannschaftskarriere vorläufig. Erst im September 2017 erhielt er einen weiteren Kurzeinsatz in der spanischen Nationalmannschaft.

## Spielstil
Villa wurde auf dem Platz vor allem Torinstinkt und Kampfgeist nachgesagt. Er galt zudem als variabel einsetzbar und spielte hauptsächlich als Mittelstürmer, aber auch hängende Spitze oder Außenstürmer. Als seine größten Stärken galten seine Antrittsschnelligkeit, seine Zweikampfstärke, seine „Spielintelligenz“ und sein souveräner Abschluss. Villa galt als „kompletter“ Spieler und war dafür bekannt, schnell den Torabschluss zu suchen, auch aus scheinbar unmöglichen Positionen.

## Karriere als Funktionär
Villa ist Mitglied einer Investorengruppe, die das USL-Franchise Queensboro SC gründete, das ab der Saison 2023 den Spielbetrieb aufnehmen soll.

## Privates
Im Jahre 2003 heiratete Villa seine Freundin (die ebenfalls in ihrer Jugend Fußball gespielt hatte), die er schon seit seiner Kindheit kennt. Das Paar hat zwei Töchter und einen Sohn.

## Erfolge/Titel
Als Nationalspieler 
- Europameister: 2008
- Weltmeister: 2010
- Konföderationen-Pokal: 3. Platz 2009, Finalist 2013

 Mit seinen Vereinen 
- UEFA Champions League: Sieger 2011, Finalist 2014
- Spanischer Meister: 2011, 2013, 2014
- Spanischer Pokalsieger: 2004, 2008, 2012
- Spanischer Supercupsieger: 2004, 2010, 2011
- UEFA Super Cup: 2011
- FIFA-Klub-Weltmeisterschaft: 2011
- Japanischer Pokalsieger: 2019

 Individuelle Erfolge/Ehrungen 
- Bester spanischer Spieler 2006
- Zarra-Trophäe 2006, 2007, 2009, 2010
- Torschützenkönig der Europameisterschaft 2008
- All-Star-Team der Europameisterschaft 2008
- Silberner Schuh der Weltmeisterschaft 2010 als zweitbester Torschütze
- Bronzener Ball der Weltmeisterschaft 2010 als drittbester Spieler
- All-Star-Team der Weltmeisterschaft 2010
- FIFPro/FIFA World XI 2010
- UEFA Team of the Year 2010
- MLS MVP: 2016
- MLS Best XI: 2016, 2017